# ラファエル・サンチェス・フェルロシオ
ラファエル・サンチェス・フェルロシオ（Rafael Sánchez Ferlosio, 1927年12月4日 - 2019年4月1日）は、スペインの小説家、エッセイスト。

## 経歴
イタリアのローマで生まれ、ローマで幼少期を過ごす。ジャーナリスト、作家だった父ラファエル・サンチェス・マサス（Rafael Sánchez Mazas）は、スペインのファシズム政党であるファランヘ党の中心人物のひとり。マドリード・コンプルテンセ大学哲文学部に進学。イグナシオ・アルデコア、カルメン・マルティン・ガイテら若い作家たちと親交を結び、「50年の世代」と呼ばれる。
1954年、カルメン・マルティン・ガイテと結婚（1970年に離婚）。1955年、El Jarama （ハラマ川）によりナダール賞を受賞。2004年、セルバンテス賞を受賞。
2019年4月1日、スペイン・マドリードにて生涯を終えた。91歳没。

## 作品
- 1951 - Industrias y andanzas de Alfanhuí
  - 会田由・神吉敬三訳『アルファンウイの才覚と遍歴』（集英社『世界文学全集：20世紀の文学　34』所収、1968年）
  - 渡辺マキ訳『アルファンウイ』（未知谷、2009年）
- 1955 - El Jarama
- 1974 - Las semanas del jardín
- 1993 - Vendrán más años malos y nos harán más ciegos

## その他
- 父ラファエル・サンチェス・マサスは、スペイン内戦中に共和国側に捕えられ、銃殺されそうになるが脱出。ハビエル・セルカスの『サラミスの兵士たち』は、このエピソードを小説化したもの。